# 卡斯維爾 (印地安納州)
卡斯維爾（英語：Cassville）是位於美國印地安納州霍華德縣的一個非建制地區。該地的面積和人口皆未知。